# A Wild Ride (film 1913)
A Wild Ride è un cortometraggio muto del 1913 scritto e diretto da Colin Campbell.

## Produzione
Il film fu prodotto dalla Selig Polyscope Company.

## Distribuzione
Distribuito dalla General Film Company, il film - un cortometraggio di due bobine - uscì nelle sale cinematografiche statunitensi il 12 luglio 1913.